# Hydrocleys nymphoides
Hydrocleys nymphoides är en svaltingväxtart som först beskrevs av Alexander von Humboldt, Aimé Bonpland och Carl Ludwig von Willdenow, och fick sitt nu gällande namn av Franz Georg Philipp Buchenau. Hydrocleys nymphoides ingår i släktet Hydrocleys och familjen svaltingväxter. Inga underarter finns listade.

## Bildgalleri

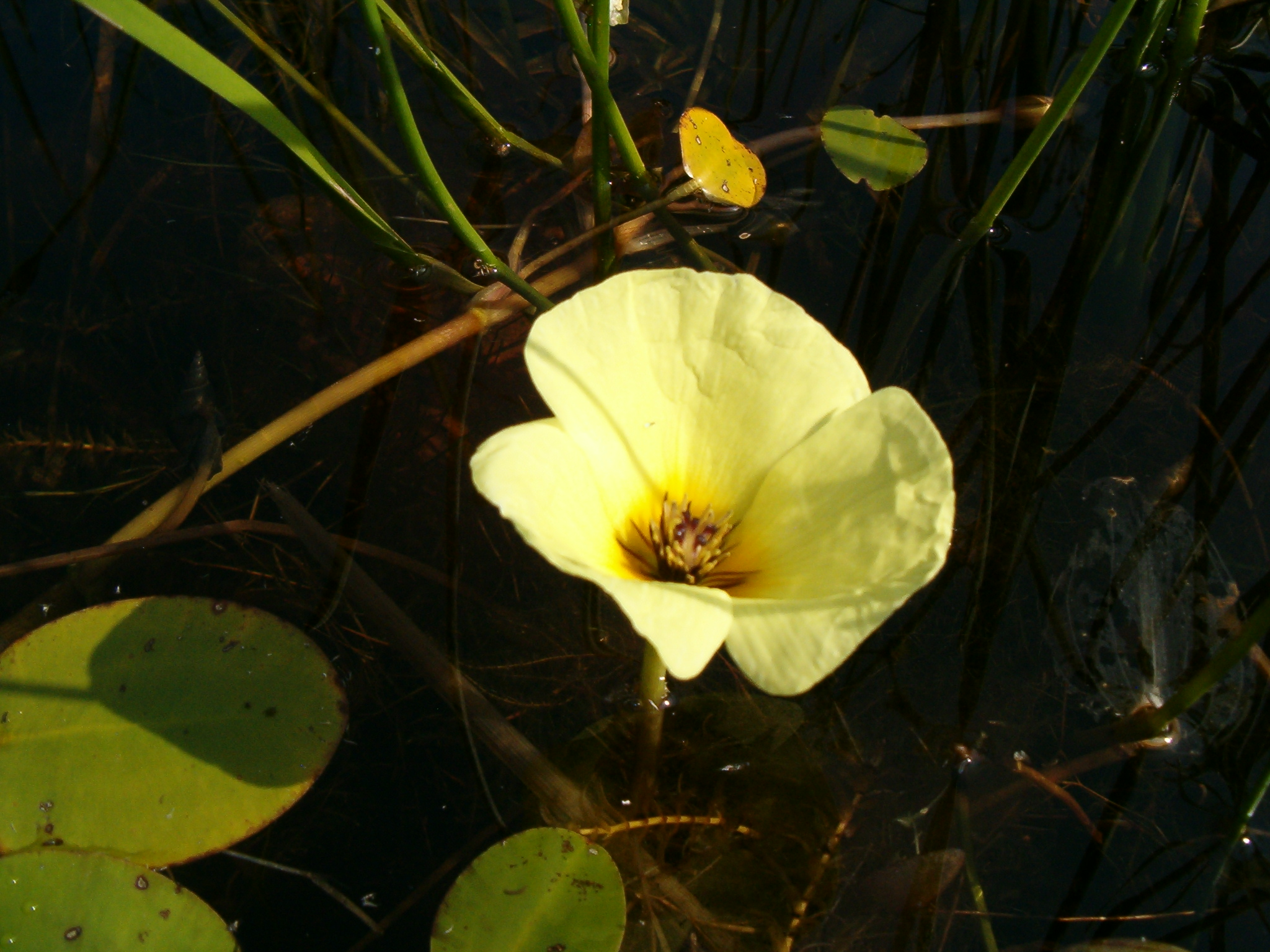
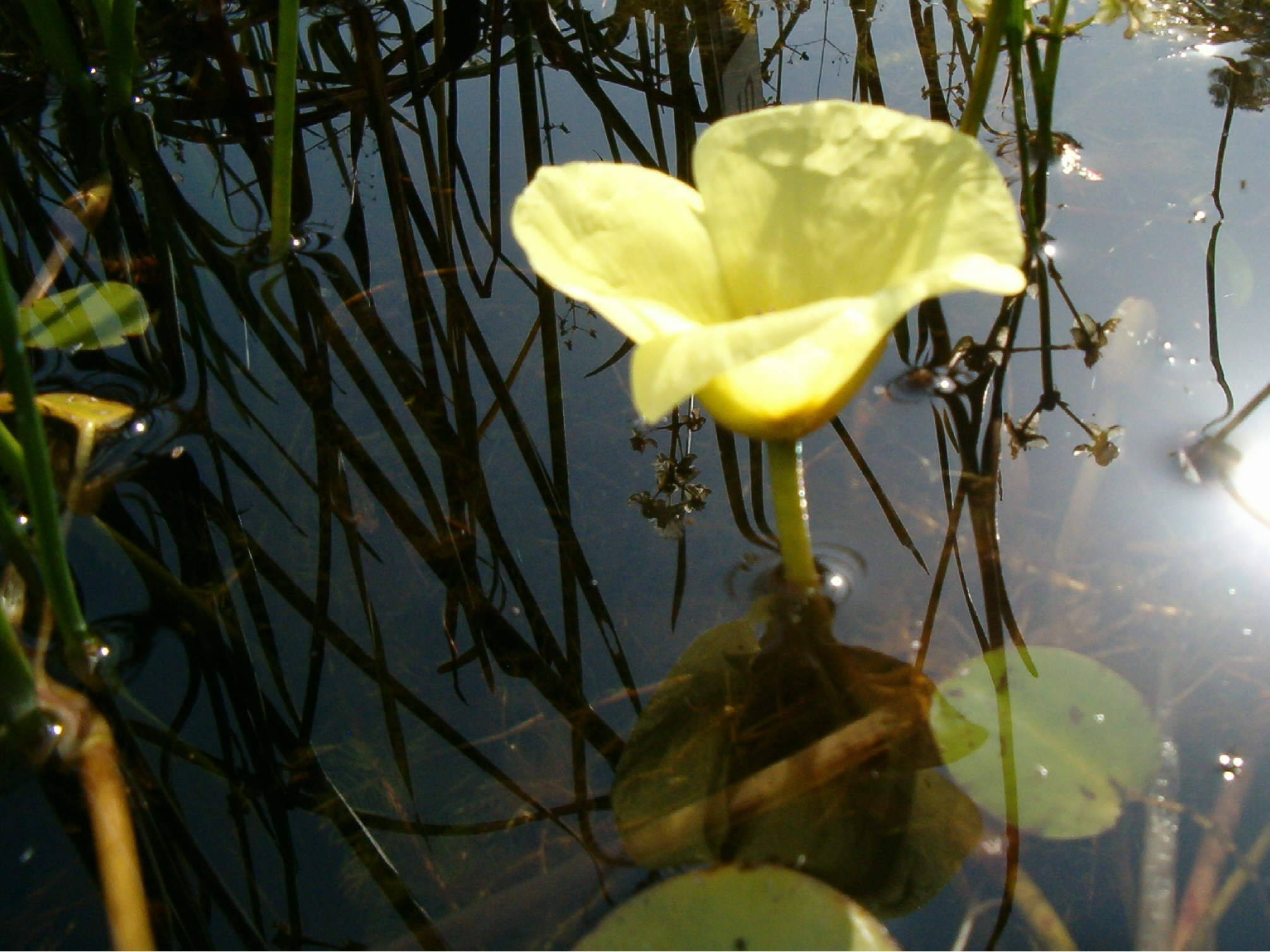